# Timo Harakka

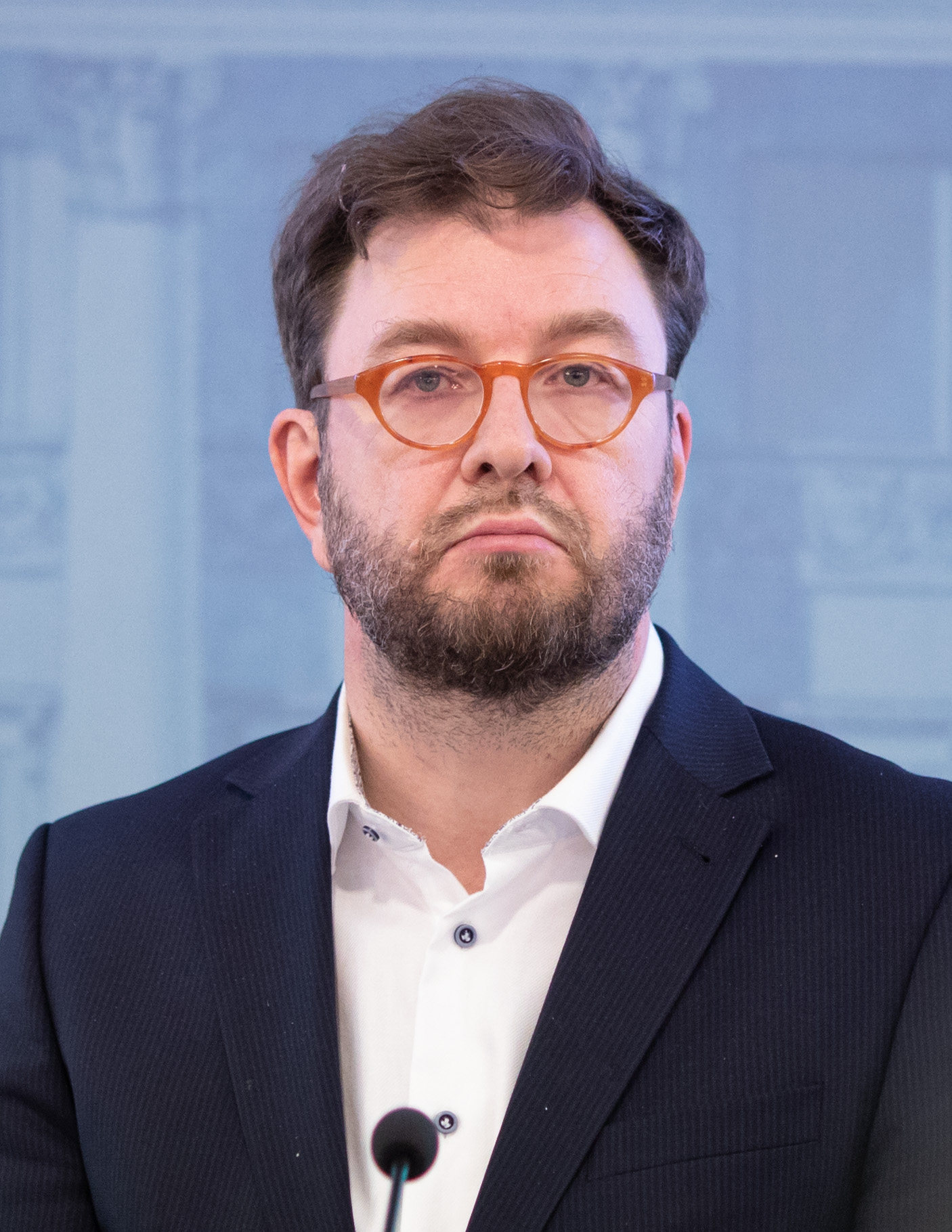
Timo Harakka (2020)

Timo Olavi Harakka (* 31. Dezember 1962 in Helsinki) ist ein finnischer Politiker der Sozialdemokratischen Partei Finnlands (SDP). Von Juni bis Dezember 2019 war er Arbeitsminister im Kabinett Rinne, seit dem 10. Dezember 2019 ist er Verkehrsminister im Kabinett Marin.

## Leben
Harakka war schon als Schüler für eine Lokalzeitung tätig, nach seinem Schulabschluss 1981 war er Redakteur verschiedener Studentenmagazine und politischer Zeitschriften. Ab 1997 arbeitete er als Kolumnist und  Talkshowmoderator für Yleisradio. Im Jahr 2005 schloss er sein Studium der Theaterwissenschaften an der Theaterakademie Helsinki mit einem Master of Arts ab. Seit der Parlamentswahl 2015 ist er als Abgeordneter des Wahlkreises Uusimaa Mitglied des finnischen Parlaments.
Harakka ist in Äänekoski als Adoptivkind gehörloser Eltern aufgewachsen, Gebärdensprache ist seine zweite Muttersprache. Er ist verheiratet und Vater von drei Kindern.